# Foden’s Band

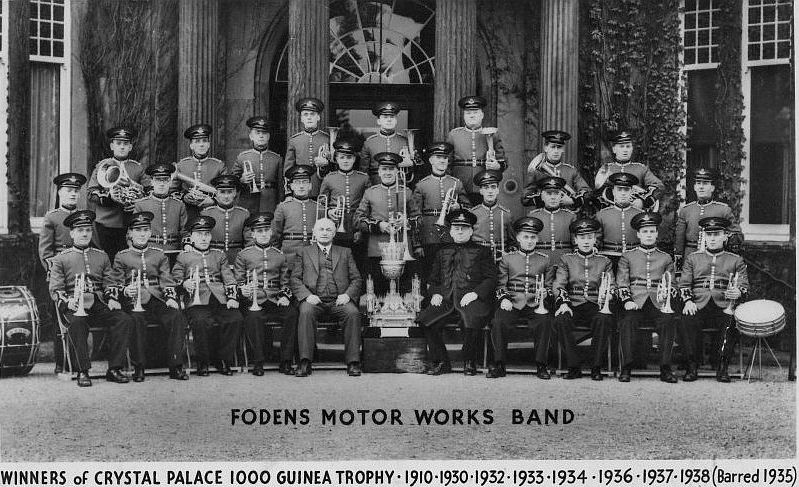
Foden’s Motor Works Band um 1938

Foden’s Band, auch Foden’s Motor Works Band, ist eine Brassband aus Sandbach in Cheshire, England. Der Name der Band geht auf den ehemaligen LKW-Hersteller Foden in Sandbach zurück.

## Geschichte
Die Ursprünge der Band gehen auf das Jahr 1900 zurück, als das Dorf Elworth in der Nähe von Sandbach in Cheshire seine eigene Band gründete, nachdem es bei dem Versuch, sich die Dienste der nahe gelegenen Stadtkapelle zu sichern, gescheitert war. Nach ein paar Jahren wurde die Dorfkapelle aufgelöst, aber der örtliche Industrielle Edwin Foden gründete daraufhin die Foden’s Motor Works Band. Einige Jahre lang hatte die neue Band nur bescheidene Ambitionen, doch 1908 wurde sie grundlegend umstrukturiert und positionierte sich im darauf folgenden Jahr in der höchsten Spielklasse für Brass Bands.
Unter der Leitung von Fred Mortimer (1880–1953) gewann die Foden’s Band acht Mal die nationale Meisterschaft für Brass Bands. Mortimer dirigierte die Band bis zu seinem Tod.
Im Januar 1983 wurde die Band von der OTS (Overseas Technical Services) gesponsert und änderte ihren Namen in Foden OTS Band. Aufgrund von Problemen mit dem Unternehmen im Juni 1986 entschieden sie jedoch, die Finanzierung einzustellen und einen neuen Sponsor zu finden. Im Juli 1986 übernahm dann die Britannia Building Society das Sponsoring und die Band wurde in Britannia Building Society Foden Band umbenannt. Ab September 1997 wurde Antoine Courtois Sponsor und der Name wurde in Foden’s Courtois Band geändert. 2003 wurde die Band zur Foden’s Richardson Band, da die Richardson Developments of Oldbury das Sponsoring übernahm. Seit 2008 finanziert sich die Band selber und tritt nun unter dem Namen Foden’s Band auf. In den Jahren 2008 und 2012 gewann die Band jeweils den Titel bei den British Open.

## Titel und Auszeichnungen
- British Open Brass Band Championships – 1909, 1910, 1912, 1913, 1915, 1926–1928, 1964, 2004, 2008, 2012 (12 Siege)
- National Championships of Great Britain – 1910, 1930, 1932–1938 (ausgeschlossen 1935), 1950, 1953, 1958, 1999, 2012, 2018, 2021 (15 Siege)
- North West Regional Championships – 1988, 1989, 1998, 1999, 2000, 2002, 2003, 2006–2011, 2016–2020 (16 Siege)
- Brass in Concert Championships – 1987, 1988, 1990, 1998, 2000, 2009 (6 Siege)
- All England Masters – 1990, 1991, 1994, 1995, 2002, 2007, 2009 (7 Siege)
- English National Championships – 2006 (1 Sieg)
- European Championships – 1992 (1 Sieg)[5]